# Harrah's Reno
Harrah's Reno es un hotel y casino en Reno, Nevada.

## Historia
William F. Harrah inauguró su primer bingo parlor el 29 de octubre de 1937, pero en diciembre de 1937 fue clausurado.
Harrah gastó el invierno tratando de reunir más dinero y reabrir su casino llamado Heart Tango entre las calles Virginia y Center, en el corazón de la ciudad. Harrah poco a poco empezó a adquirir los casinos adyacente a su establecimiento en la calle Virginia. Después de varios años de frustración en construir un hotel en su casino en Tahoe, el Reno Hotel fue construido en 1969. En 1981 la torre sur fue construida en la intersección de las calles 2 y Center y en 1995 la torre de 408 habitaciones en la 2.ª calle y la calle Lake abrió como un Hampton Inn (cambió de franquicia a Harrah's en 1998) En 1999 Harrah's compró y anunció la demolición de Nevada Club y Harold's Club en la calle Virginia para construir un pabellón.

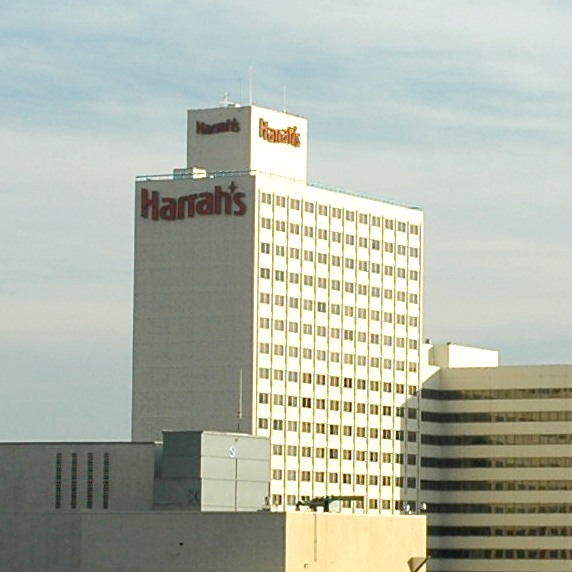
Harrah's Reno.